# Park Avenue
Pour les articles homonymes, voir Avenue du Parc.
Park Avenue (autrefois Quatrième Avenue) est une large avenue de New York, qui s'étend du nord au sud de l'arrondissement de Manhattan. Elle est coupée par Grand Central Terminal qui sépare North Park Avenue de South Park Avenue. L'avenue est dans sa majeure partie parallèle à la Madison Avenue, située à l'ouest et à la Lexington Avenue située à l'est.
Au sud de la 14e Rue, le prolongement de Park Avenue s'est appelé Quatrième Avenue, jusqu'à ce qu'elle fusionne avec la Troisième Avenue pour former Bowery.

## Situation et accès

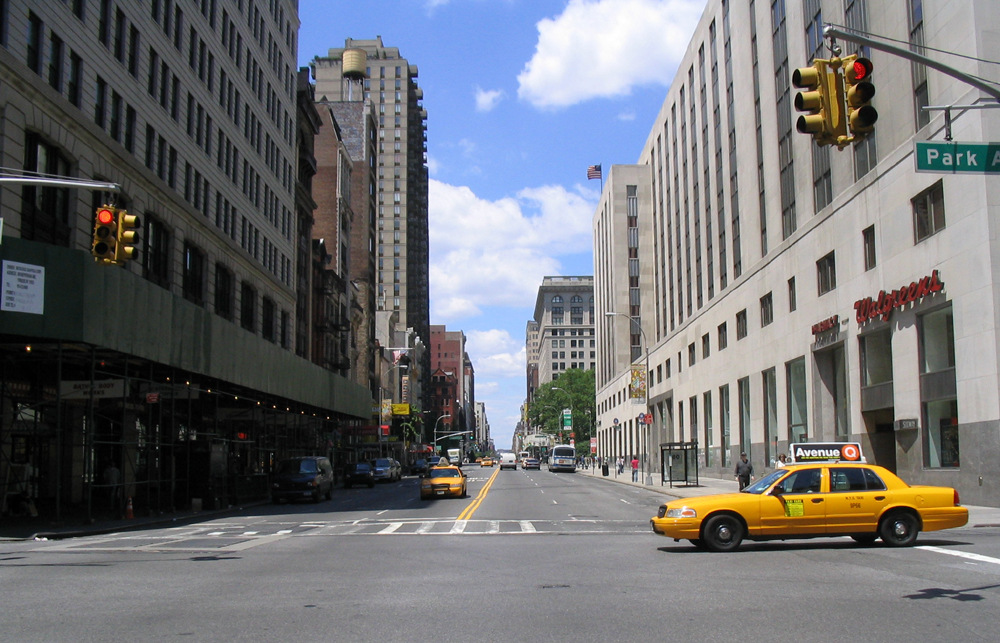
Park Avenue South au niveau de la.

Park Avenue North est notamment réputée comme étant un quartier fortement aisé, aux prix immobiliers élevés, surtout au niveau de l'Upper East Side. C'est le lieu d'un certain nombre de magasins de luxe (dont des concessionnaires automobiles de luxe) qui se sont installés en marge de Lexington Avenue.
Park Avenue North, jusqu'au niveau de la 90e Rue, peut être considérée comme l'avenue Foch de la ville de New York, en raison de sa verdure, de son standing et de sa position au centre de l'île de Manhattan. Les deux voies de l'avenue sont séparées par une rangée de bosquets. Composés de verdure et de fleurs, ils sont entretenus par le Fund for Park Avenue. Les bégonias, qui composent les bosquets de l'allée centrale de l'avenue, constituent une fleur de choix pour l'entretien, puisqu'elle n'oblige aucun système d'arrosage automatique et peut résister au soleil et aux fortes chaleurs, très fréquentes à New York. La voie ferrée de Grand Central, qui est souterraine sous Park Avenue, émerge dans le quartier de Harlem au nord de la 97e Rue.
South Park Avenue, qui relie Grand Central à Union Square, est beaucoup plus active. C'est le siège de nombreux bureaux et banques dont les fameux MetLife Building appartenant à la Metropolitan Life Insurance Company. Le prestigieux hôtel Waldorf-Astoria est aussi situé dans cette avenue.

## Historique
C'est au début du XXe siècle que Park Avenue est devenue la principale artère résidentielle des classes aisées de New York.
Durant la Seconde Guerre mondiale, l'industrielle des cosmétiques Helena Rubinstein souhaite louer un appartement au 625 Park Avenue, qu'on lui refuse pourtant à cause de ses origines juives. En réaction, elle achète tout l'immeuble.

## Bâtiments remarquables et lieux de mémoire

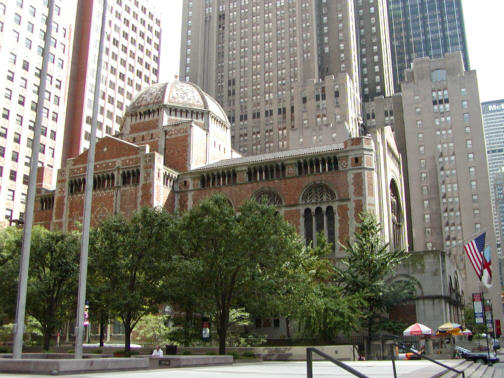
No 325 : église Saint-Barthélemy.

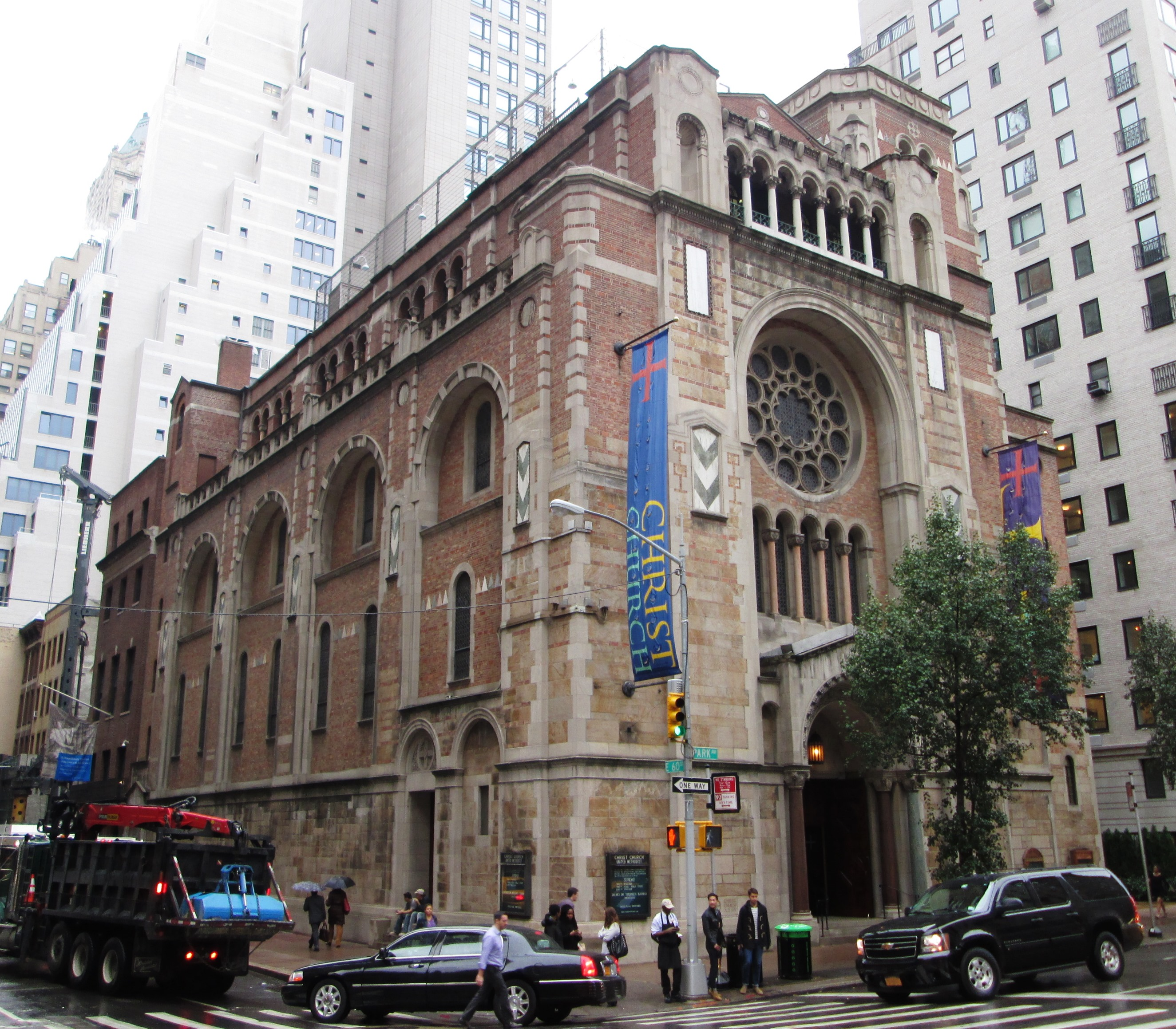
No 520 : église du Christ.

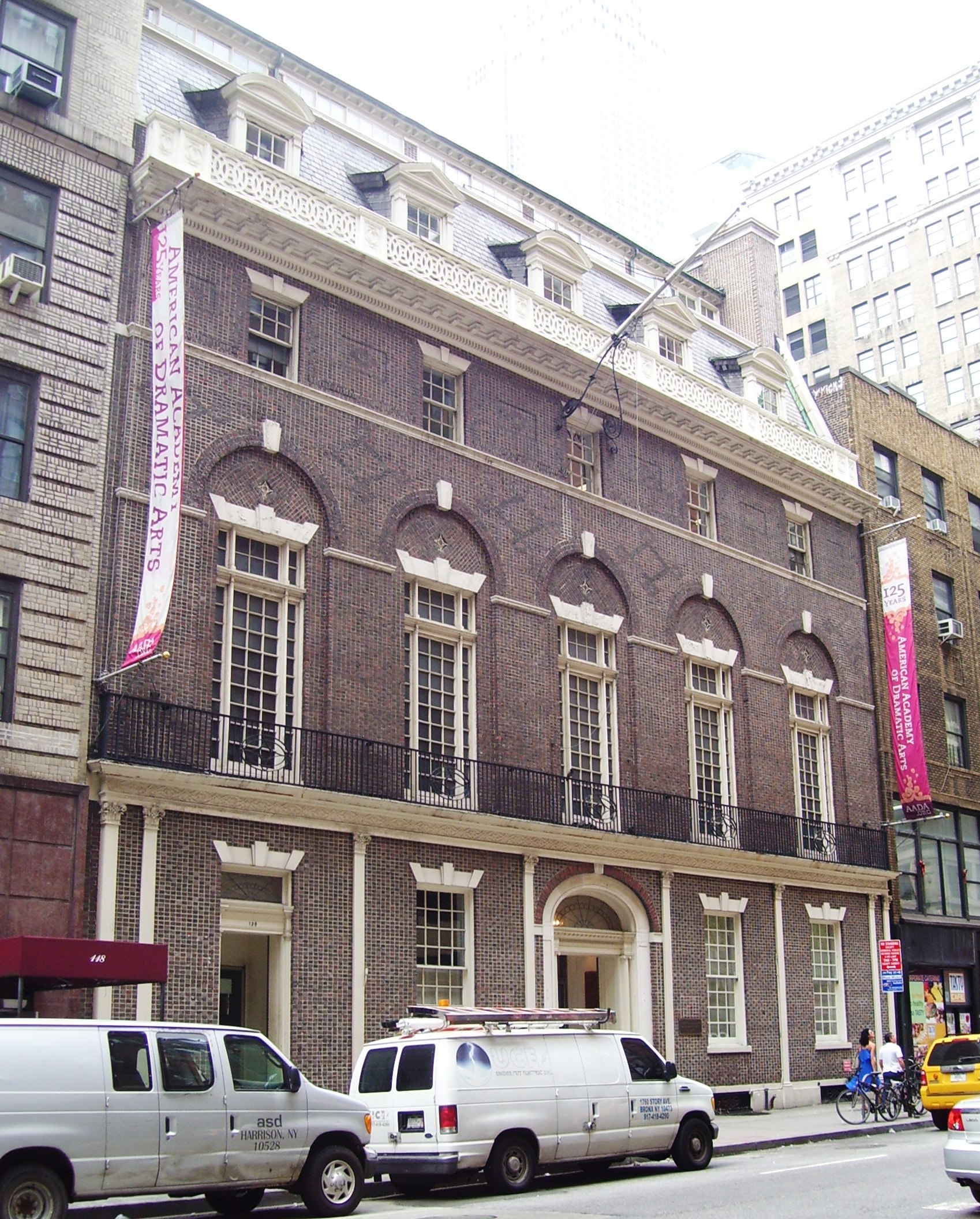
No 564 : Colony Club.

- No 3 : le 3 Park Avenue est un gratte-ciel de 169 mètres de hauteur.
- No 301 : hôtel Waldorf-Astoria.
- No 325 : église épiscopalienne Saint-Barthélemy de Manhattan, de style néo-byzantin, édifiée en 1916-1917.
- No 370 : Racquet & Tennis Club, club privé.
- No 375 : Seagram Building des architectes Ludwig Mies van der Rohe et Philip Johnson, National Historic Landmark depuis le 24 février 2006.
- No 432 : le 432 Park Avenue a été pendant un temps la tour résidentielle la plus haute de New York. En 2025, les propriétaires des appartements situés dans cette tour ont porté plainte contre le promoteur pour « fraude de grande envergure », l’accusant d’avoir caché l’existence de milliers de fissures, menaçant la structure du bâtiment[3].
- No 520 : Christ Church, United Methodist, église construite en 1931-1932[4].
- No 564 : Colony Club, club fondé en 1903, réservé aux femmes de la bonne société. De style néo-georgien, ce bâtiment est construit en 1914-1916 par le cabinet d’architectes Delano & Aldrich[5].
- No 655 : le 655 Park Avenue est un immeuble d'habitation construit en 1924.
- No 740 : le 740 Park Avenue est un immeuble d'habitation construit en 1929.

## Dans la culture populaire
Aux États-Unis, une Park Avenue girl désigne de façon un peu péjorative une bourgeoise.
L'avenue apparaît dans les jeux vidéo Grand Theft Auto IV et Grand Theft Auto: Chinatown Wars sous le nom de Bismarck Avenue. Dans l'Univers cinématographique Marvel, la Tour des Avengers remplace le MetLife Building qui se situe lui même dans Park Avenue.